# Жуков, Андрей Борисович
Андрей Борисович Жуков (род. 26 июня 1963, Пермь) — советский и российский хоккеист, защитник. Российский тренер. Мастер спорта СССР.

## Биография
Воспитанник пермского «Молота». Дебютировал в команде в сезоне 1980/81 первой лиги. Со следующего сезона играл за СКА Ленинград. В сезоне 1983/84 перешёл в саратовский «Кристалл» из первой лиги. Перед сезоном 1986/87 вернулся в «Молот», где провёл три сезона. С сезона 1989/90 — в «Торпедо» Ярославль, где играл до сезона 1993/94. В сезоне 1992/93 выступал за итальянский клуб «Аллеге». Играл за клубы Италии «Больцано» (1995/96 — 1996/97), «Фельтре» (1997/98), Германии «Ульм/Ной-Ульм» (1998/99 — 1999/2000), Швеции «Бурос» (2000/01), «Арбуга» (2001/02 — 2002/03).
Вернувшись в Россию, играл за (2003/04 — 2004/05, 2006/07) и тренировал (2007/08 — 2008/09) клуб второй лиги «Рыбинск».
Старший брат Сергей хоккеист и тренер.